# يورغن هاينش
هانز يورغن هاينش (4 يوليو 1940 - 14 يوليو 2022)، هو لاعب كرة قدم ألماني شارك في دورة الألعاب الأولمبية الصيفية لعام 1964.